# Czarni Zagan
Maillots
Dernière mise à jour : 5 février 2012.
Le MKS Czarni Żagań est un club polonais de football basé à Żagań.

## Historique
- 1957 : fondation du club

## Palmarès
- Championnat de Pologne
  - Finaliste : 1965